# 한국캐피탈
한국캐피탈은 여신전문금융업 회사이자 군인공제회의 자회사이다.

## 개요
수익 구성은 대출 50%, 리스 48%, 할부 1.6% 등으로 구분된다. 최근에는 수익 창출을 위해 팩토링, 일반대출, 지급보증, 기술사업금융업 등의 기업금융과 리스, 할부금융, 개인대출 등 소액 여신 위주로 사업 내용을 다각화하기 위해 노력하고 있다. 한국캐피탈은 제2금융권이기 때문에 수신 기능은 없지만 그 대신 회사채, CP, ABS 등을 발행하여 자금을 조달하는 구조이다.

## 연혁
- 1989.11 한국캐피탈 설립
- 1994.10 증권거래소 상장
- 2001.6 군인공제회로 최대주주 변경
- 2002.7 경남리스금융 흡수합병

## 같이 보기
- 군인공제회
- 여신전문금융업